# Briel-sur-Barse
Briel-sur-Barse ist eine französische Gemeinde mit 196 Einwohnern (Stand: 1. Januar 2022) im Département Aube in der Region Grand Est (vor 2016 Champagne-Ardenne). Sie gehört zum Arrondissement Troyes und zum Kanton Bar-sur-Seine.

## Lage
Briel-sur-Barse liegt etwa 22 Kilometer ostsüdöstlich von Troyes.
Nachbargemeinden sind Mesnil-Saint-Père im Norden, La Villeneuve-au-Chêne im Nordosten, Villy-en-Trodes im Osten und Südosten, Marolles-lès-Bailly im Süden und Südwesten, Montreuil-sur-Barse im Westen sowie Montiéramey im Nordwesten.

## Bevölkerungsentwicklung
| Jahr                      | 1962 | 1968 | 1975 | 1982 | 1990 | 1999 | 2006 | 2011 | 2016 |
| ------------------------- | ---- | ---- | ---- | ---- | ---- | ---- | ---- | ---- | ---- |
| Einwohner                 | 138  | 143  | 154  | 145  | 158  | 160  | 170  | 219  | 209  |
| Quelle: Cassini und INSEE |      |      |      |      |      |      |      |      |      |

## Sehenswürdigkeiten

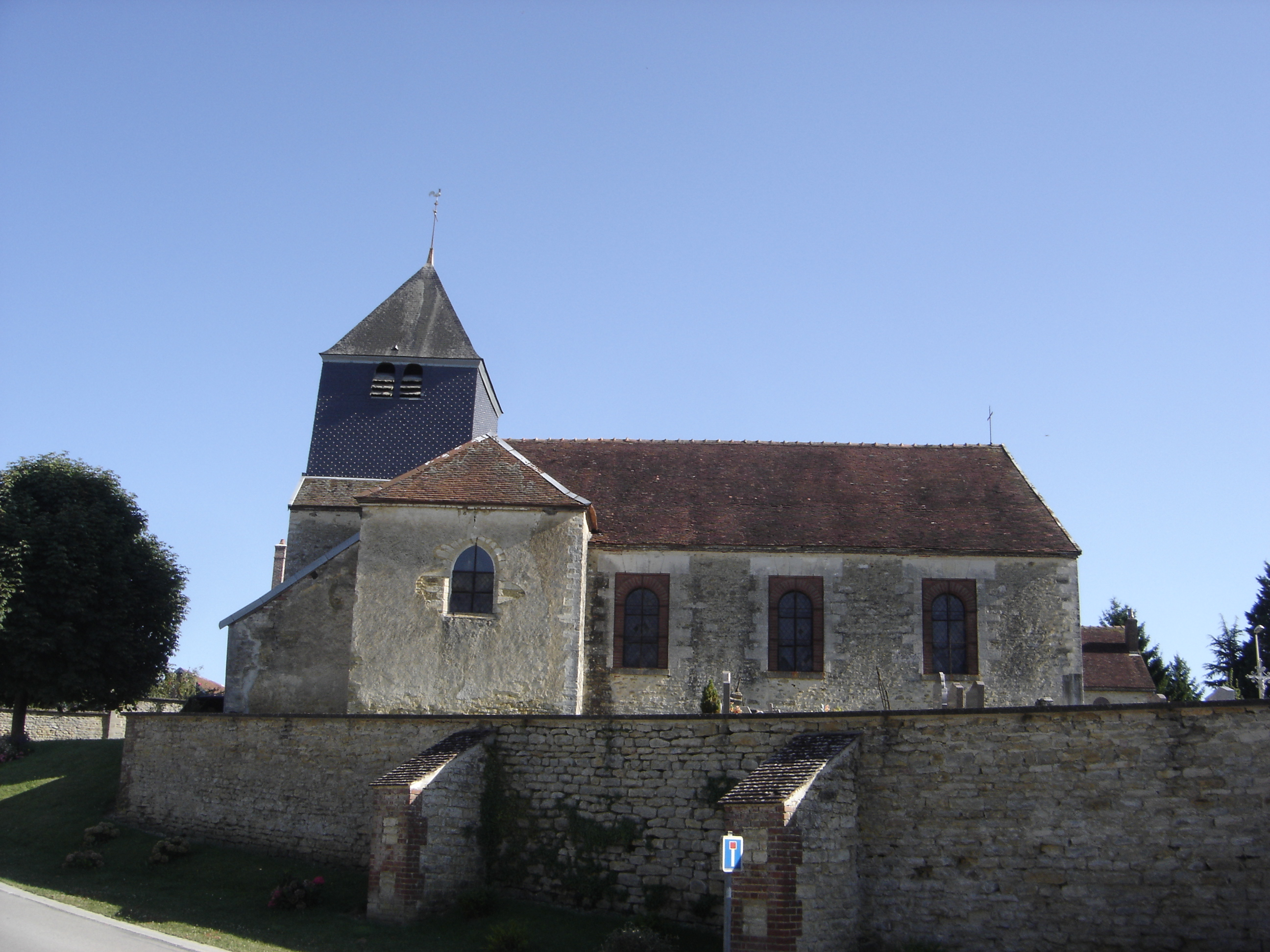
Kirche Saint-Maurice

- Kirche Saint-Maurice

## Persönlichkeiten
- Renaud de Briel (gestorben um 1222), Ritter, Baron von Karytaina
- Hugues de Briel (gestorben um 1238), Ritter und Bruder von Renaud, Baron von Karytaina